# Universidade de Mármara
A Universidade de Mármara (em turco:  Marmara Üniversitesi) é uma universidade pública localizada em Istambul, na Turquia. Foi fundada no ano de 1883. É considerada a segunda  maior universidade daquele país euro-asiático, com cerca 50 mil estudantes.
A missão da universidade é dar e promover o conhecimento e valores consistentes nos padrões universais, reunir as mudanças tecnológicas, sociais e culturais de uma sociedade global, para a contribuição de uma sociedade informada, que por sua vez possam compartilhar seus conhecimentos e valores.  O seu director atual é o Professor Necla Pur, em funções desde julho de 2006.

## Faculdades
- Faculdade de Educação Atatürk
- Faculdade de Odontologia
- Faculdade de Farmácia
- Faculdade de Artes e Ciências
- Faculdade de Belas Artes
- Faculdade de Direito
- Faculdade de Economia e Ciências da Administração
- Faculdade de Tretologia
- Faculdade de Comunicação
- Faculdade de Engenharia
- Faculdade de Educação Técnica
- Faculdade de Medicina
- Faculdade de Educação de Saúde